# Транспорт в Дании
Транспорт в Дании — современный и развитый. Сеть автомобильных дорог в настоящее время охватывает 1111 км, в то время как железнодорожная сеть насчитывает 2667 км действующих путей. Мост Большой Бельт, третий по длине пролета в мире, соединяющий острова Фюн и Зеландия и существенно увеличивший пассажирские и грузовые перевозки между восточной и западной частью Дании, открытый в 1997 году; мост Литтл Бельт соединяющий остров Фюн и полуостров Ютландия, открытый в 1970 году — два ключевых объекта, увеличивших количество перевозок по стране как автомобильным, так и железнодорожным транспортом. Аэропорты Копенгагена и Биллунда обслуживают разнообразные внутренние и международные рейсы, в то время как паромы обеспечивают транспортную связь с Фарерскими островами, Гренландией, Исландией, Германией, Швецией, Норвегией и Великобританией, а также обслуживают маршруты между датскими островами.

## Железные дороги
Система железных дорог Дании включает в себя около 2600 км путей, из которых электрифицированы только система S-tog и главная ветка Хельсингёр — Копенгаген — Падбор (на границе с Германией). Большая часть перевозок — пассажирские, хотя значительны также грузовые транзитные перевозки между Швецией и Германией.
Большая часть дорог управляется государственной компанией Banedanmark (2 132 км). Все железные дороги Дании имеют европейскую колею (1435 мм), за исключением исторической железной дороги. До 2030 года планируется переход всей сети на европейскую систему управления движением поездов.
Эресуннский мост соединяет железнодорожные сети Швеции и Дании.

### Городской рельсовый транспорт
Ранее трамвайные линии работали в трёх городах Дании: Копенгагене (1863—1972), Орхусе (1884—1895 и 1904—1971; метровая колея) и Оденсе (1911—1952), однако все они были закрыты.
В 2002 году открылся Копенгагенский метрополитен, он обслуживает Копенгаген и его пригороды, включает 37 станций и 36 км линий; все поезда работают без машинистов.
В настоящее время планируется создание линий легкорельсового транспорта (letbane) в нескольких городах; первая из них открылась в Орхусе 21 декабря 2017 года.

### Системы электрификации
В 1934 г. началась электрификация пригородных дорог (S-tog) вокруг Копенгагена с использованием постоянного тока 1500 В. Решение об электрификации дальних линий было принято только в 1979 г.; на этот раз была выбрана система переменного тока 25 кВ 50 Гц. Соседи Дании — Германия и Швеция — используют систему переменного тока пониженной частоты 15 кВ 16⅔ Гц, поэтому в международном сообщении применяются многосистемные электровозы.
Копенгагенский метрополитен использует постоянный ток 750 В с питанием от контактного рельса; планируемые легкорельсовые линии также будут использовать постоянный ток 750 В, но с питанием от контактного провода.

## Автомобильные дороги
Дорожная сеть страны на 2008 год включает в себя 73 197 км дорог с покрытием, 1 111 км из них — автомагистрали. Все автомагистрали, за исключением моста Большой Бельт и Эресуннского моста — бесплатные.

## Велосипеды
В датских городах хорошо развит велосипедный транспорт, особенно в Копенгагене и Оденсе. Около одной пятой всех поездок в столице страны осуществляются на велосипеде, в том числе — около 36 % всех поездок на работу. В Оденсе хорошо развита сеть велосипедных дорожек, включающая в себя 350 км. Велосипедные дорожки в датских городах обычно расположены между автомобильной дорогой и тротуаром, иногда имеются также дорожки по обеим сторонах проезжей части. Стандартной ширины дорожки (2,2 м), вполне достаточно, чтобы разъехаться двум велосипедистам.

## Авиация
Копенгагенский аэропорт — самый большой в Скандинавии. Он обслуживает более 21 миллиона пассажиров в год. Расположен в 8 км к юго-востоку от центра Копенгагена, в пригороде Каструп.
Крупнейший аэропорт запада страны — Биллунн, 2,4 миллиона пассажиров в год.
Менее крупные аэропорты имеются в Ольборге (1,4 миллиона пассажиров в год) и Орхусе (540 тыс. пассажиров в год)